# 普瓦图方言
普瓦图方言（普瓦图方言：poetevin，發音：[pwatvɛ̃] ⓘ）是普瓦图-桑通日语的一种方言，于历史上的普瓦图行省地区（位于今卢瓦尔河地区大区和新阿基坦大区）使用。

## 区域
普瓦图方言的语言区域包括旧普瓦图行省，包括旺代省、德塞夫勒省（北图阿尔地区除外）、维埃纳省（南部的一些奥克语市镇除外，北卢丹除外）、大西洋卢瓦尔省南部（雷地区）、曼恩-卢瓦尔省南部（绍莱地区）、夏朗德省西北部（吕费克地区大部分、孔福朗的奥依语边缘地区：勒布沙日和普勒维尔的部分区域），滨海夏朗德省的最北端（雷岛、欧尼斯北部、叙热尔地区和桑通日角向弗龙特奈罗昂罗昂延伸，卢莱和欧奈地区），以及安德尔省最西南部的一些市镇（朝向勒布朗、贝拉布尔、克勒兹河畔阿让通）。

## 定义

奥依语地图，根据马里·罗斯·西莫尼-奥朗布

自1831年以来，甚至早在1640年，普瓦图方言就在普瓦图-桑通日语框架内与桑通日方言联系在一起，利物浦大学、昂热大学、普瓦捷大学、里昂大学、南特大学、克莱蒙费朗大学和卡昂大学或南锡国家法语学院的学术出版物证实了这一联系。
在这些学术工作的上游（其中两位来自夏朗德省，两位来自旺代省，两位来自上普瓦图地区），最早将普瓦图方言和桑通日方言归为同一语言组的是来自滨海夏朗德省和夏朗德省的桑通日方言学者。
自1905年以来，普瓦图方言和桑通日方言被命名为普瓦图-桑通日语。此前（在专业文献中），普瓦图-桑通日语被称为“普瓦图语”（广义）。
词汇分析：1926年，夏朗德省的语言学家阿道夫·路易·泰拉谢（Adolphe Louis Terracher）（出生于夏朗德省的万代勒）毕业于利物浦大学（University of Liverpool）和斯特拉斯堡大学，他写了一篇关于昂古莱姆西北部流行语言形态区域的论文，他用以下术语描述普瓦图和桑通日语：“只要浏览MM的《法国语言地图集》的前一百张地图就足够了。吉列龙和埃德蒙注意到，中西部的方言（普瓦图、欧尼斯、桑通日和昂古莱姆）今天仍然保持着不可否认的独创性。与所有原创方言一样，它在卢瓦尔河北部（图赖讷和安茹地区）、中部山脉的西部边缘（利穆赞和佩里戈尔）或吉伦特河和多尔多涅河（加斯科涅）南部通常找不到的地方，即：特殊术语，非常特殊的重音位移（例如，在动词的第三人称复数中：i在前面，i devant；il avant），等等。但这种独创性仍然是——毫无疑问，在同样重要的部分——这些方言交替提供的一致性，即与奥依语西部的方言（从海峡到吉伦特，J'allons，nous allons类型占主导地位，而利穆赞使用N'ou nous作为复数第一人称的主语代词，南部不表达；aller，avoine……反之使用ana，civada……来自南部和东部），-或者与奥克语形成对比。
语音学分析：1960年，出生于维埃纳省拉蒂耶（普瓦捷大学和索邦大学）的语言学家雅克·皮尼翁（Jacques Pignon）在他的论文《普瓦图语（维埃纳省和德塞夫勒省）的语音演变》中总结道：“很明显，普瓦图语和桑通日语的语音演变大致平行。在高卢罗马地区的西部，它们构成了一个原始区域，一方面，奥克语的特征和奥依语的特征相遇，另一方面，北部和南部邻近省份未知的一些特殊发展。”
- 16个特征在法语中不存在，但在普瓦图方言和其他西北方言（图赖讷、安茹、曼恩、上布列塔尼，也许还包括下诺曼底）常见，其中5个与桑通日方言常见，5个以前常见；
- 2个现代法语中不存在的特征（在以前的法语中存在），但在普瓦图方言和西北方言中很常见，这两个特征在桑通日方言中也很常见；
- 7个特征在法语和西北方言中缺失，但在普瓦图方言中是特殊的，所有7个特征都与桑通日方言相同；
- 16个特征不见于法语和西北方言，但在普瓦图方言和奥克语方言中常见，所有16个特征都与桑通日方言相同。

方言测量分析：2003年，萨尔茨堡大学语言学家汉斯·格布尔发表了他对1421张法国语言地图集的方言测量分析。在超方言分析（地图20）中，他表明，奥依语可以分为几个语组：皮卡第-瓦隆、洛林-弗朗什-孔泰-勃艮第-莫尔旺……以及普瓦图-桑通日。
在更精细的层面上，即方言分析（地图22），这些语组被细分为：一边是皮卡第，另一边是瓦隆，勃艮第-莫尔旺与弗朗什-孔泰和洛林分离，但普瓦图-桑通日仍然是一个小组，构成了与皮卡第、香槟、洛林、弗朗什-孔泰或勃艮第-莫尔旺相同级别的方言单元。在这一分析水平上，诺曼-加洛-安茹语群仍然没有分裂，但将在更精细的水平上分割（地图21），其中普瓦图-桑通日仍然是一个区块。
北部边界和内部边界：2010年，埃里克·诺瓦克综合了地图集中的可用数据，包括CNRS的数据以及各种专著和学术著作，强调了以下事实：
- 共10个形态和语音边界，构成了普瓦图方言和普瓦图-桑通日语的北部边界，与西北部的方言（安茹语等）有关，穿穿过雷地区、绍莱、图阿尔、卢丹和沙泰勒罗

- 共4个形态和听觉边界，因此比前一个更小（在历时平面上可以相对化，也就是说，随着时间的推移，越细微差别），构成了普瓦图方言和桑通日方言之间的内部边界，穿过罗什福尔、圣让当热利和圣阿芒德布瓦克斯周围。[4]

法国语言列表：2007年1月至2010年1月，普瓦图方言出现在法国文化部法语和语言总代表团（DGLFLF）网站上的法国语言列表中，普瓦图语和桑通日语取代了原来的普瓦图-桑通日语。2010年初，在法国文化部法语和语言总代表团（DGLFLF）的网站上，以以下措辞对普瓦图-桑通日语进行了新的介绍，普瓦图-桑通日语再次出现在法国语言列表中，即奥依语的方言。

## 拼写法
由于缺乏广泛传播或接受的拼写标准，普瓦图方言的写作通常需要与作者一样多的拼写。这些“方言式”拼写通常基于法语的拼写解决方案。
然而，在二十世纪的最后三分之一时间段，连续和/或同时为普瓦图方言制定了若干拼写法标准（“拼写”），但不限于一个标准（所有这些标准拼写法从一开始就被设计用于普瓦图方言和桑通日方言）：雅克·迪盖的拼写（1971年）、SEFCO拼写第一版（1978年）、SEFCO拼写第二版（1992年）、皮埃尔·博诺的拼写（1982年），称为“本地化”的语音UPCP拼写（1982年），称为“标准化”的全系统UPCP拼写（1989年）。
这些拼写中的最后一个被称为“标准化”，但与法语的习惯有很大不同，围绕着它形成了许多对立。它以“普瓦图-桑通日语的标准化拼写”的名称普及，有时在公众中与“普瓦图-桑通日语”的概念混淆，但没有什么可看的。

## 历史
普瓦图方言逐渐取代了普瓦图东南部的奥克语。在9世纪，奥克语和奥依语之间的界限穿过普瓦捷，其遗产是一条等音线（分隔两种方言形式的线）：上普瓦图南部的口语之间的界限，通常在元音之间或辅音（如“r”）之前保留拉丁语“-b-”或“-p-”，以“b”的形式，以及那些将其突变为“v”的口语，如奥依语的其他方言（例如，拉丁语“capra”转化为“chèvre/chebre”，拉丁语“lupa”转化为”louve/loube”）地名学有助于追溯这种倒退，以后缀“-ac”或“-ade”结尾的地名清楚地证明了西方的基底，旁边是普瓦图形式“-e”（或法语“-y”）和“-ée”。
桑通日、昂古莱姆和普瓦图南部的许多地名证实了奥克语或至少中间语的存在。人们常说，这一边界与亨利·马莱（Henri Malet）在1940年根据城镇名称绘制的边界有关，在北部和南部之间的夏朗德省（Charentes）之间，在地名后缀ac上，具有奥克语特征：诸如科尼亚克（Cognac）、雅纳克（Jarnac）或容扎克（Jonzac），另一方面，地名后缀-ay、-e或-y具有北部类型：伯尔莱（Beurlay）、隆迪尼（Londigny）或吕克塞（Luxé），这两个地名都来自高卢名称或高卢罗马语后缀-acum。
然而，1960年，雅克·皮尼翁（Jacques Pignon）根据一些不太容易被法语化的小村庄的名称，在普瓦图提高了这一限制，表明在夏朗德省（吕费克）西北部、滨海夏朗德省（欧奈地区）东北部、德塞夫勒省（梅勒地区）南部存在-ac地名（这反映奥克语特有的语音演变）以及维埃纳省南部和东部（锡夫赖、蒙莫里永、绍维尼和普瓦捷南部地区）。皮尼翁认为，直到12世纪末，在普瓦图东南部，直到普瓦捷-绍维尼的尼奥尔（Niort）的罗什福尔东部（Rochefort-Est）附近的一条线，都使用了奥克语。皮埃尔·戈捷（南特大学语言学家）随后证明，在南旺代省（下普瓦图）存在一些后缀为ac的地名，直到丰特奈勒孔特和塔尔蒙-圣伊莱尔，他在2002年推断，前奥克语地区提升至“普瓦捷、尼奥尔、丰特奈勒孔特一线”。
2015年，雅克·迪盖（Jacques Duguet）完成了皮尼翁收集的数据，这一次，他不仅在通俗语的古代文本中，而且在拉丁语的文件集和宪章中寻找奥克语音学特征。他在雅克·皮尼翁发现的地区增加了许多奥克语特征的出现，并增加了德塞夫勒省南部（塞夫尔河谷）和维埃纳省东北部（沙泰勒罗）。他得出结论，只有德塞夫勒省北部（加蒂讷和图阿尔赛）和维埃纳省东北部（卢丹和米勒巴莱）的奥克语特征似乎不受影响。他几乎没有提到旺代省，他的研究没有像皮尼翁那样处理。

## 文学

### 11到12世纪，奥克语优先于普瓦图语
在这几个世纪里，波伊图确实有文学作品，但它来自游吟诗人-维埃纳省的普瓦捷伯爵威廉九世（1086-1127年）和位于德塞夫勒省-旺代省边界的莫莱翁的萨瓦里（Savary de Mauléon）（12世纪末13世纪初）-他们并不使用普瓦图方言，而是奥克语。

### 13到14世纪，仍保留一些奥克语，但主要是普瓦图语
13世纪（1245年），在普瓦图的东南部，仍然有一份宪章，用一种带有奥克语的特征书写：“Les coutumes de Charroux”。
但是，同样在13世纪，在普瓦图的北部和西部，我们发现了带有普瓦图方言特征的语言文本，拉迪在20世纪60年代出版的文件集证明了这一点：“13世纪普瓦图宪章和文件”（普瓦图历史档案）。
在同一时期，有两部文学作品带有强烈的普瓦图方言色彩（尽管有很多的法语式）：一部可追溯到13世纪中期的《莫里斯·德·苏利的布道》译本和一首14世纪初的诗《圣卡特琳蒙难记》（图尔手稿）。
13世纪的其他文本（另一部《圣卡特琳蒙难记》和《亚历山大小说》）被认为是普瓦图方言的作品，但错误的是，他们的语言混合了法语、普瓦图方言和更多的南方方言特征。

### 15世纪，“圣诞”普瓦图方言
15世纪出现了一种新的流派：“Naus”（“圣诞”），用普瓦图方言写成的圣诞颂歌。它们保存在手稿中，将于19世纪由亨利·勒迈特（Henri Lemaître）和亨利·克卢佐（Henri Clouzot）出版：“十五世纪至十八世纪的三十篇圣诞普瓦图方言”，其中一些早在十六世纪就在巴黎出版商的《圣诞圣经》中出版。

### 16世纪，让·布瓦索·德拉·博尔德里
1554年，巴黎出现了一篇匿名的普瓦图方言文本，名为“Loittre de Tenot a Piarrot”。
1555年，在普瓦捷出版了《Menelogue de Robin, le quo a predi son procez trinlaty de gric en francez, et de francez en bea latin, e peux d’iquy en poectevin》一书。由让·布瓦索·德拉·博尔德里撰写，博尔德里在1513年出生于伯内（与维埃纳省接壤的夏朗德省小镇）。博尔德里不是用他出生地的克鲁瓦桑方言写作，而是用普瓦捷的普瓦图方言写作，他本人是普瓦捷著名的律师，1591年去世。他是第一位名义上已知的普瓦图方言被普瓦图-桑通日语表达的作者。该文本于1556年、1557年和1558年在巴黎再版。
1569年，出现了《普瓦图语的快乐歌曲》。
1572年，这些普瓦图方言文本与匿名作者撰写的其他相同语言的文本一起被收集在一本名为“La gente poitevinerie avecque le precez de Jorget et de San Vesin et chonsons jeouses compousie in bea poictevin”的书集中。这些文本以普瓦捷普瓦图方言书写，显示了当时在普瓦捷地区西北部的讷维尔德普瓦图地区使用的普瓦图口语的特殊性（如第一组动词以“-i”结尾的不定式）。该书于1595年、1605年和1620年再版。

### 17世纪，普瓦图方言的宗教争议
1618年，普瓦捷出现了一首普瓦图方言的十四行诗，由普瓦图律师若阿基姆·贝尼耶·德拉·布鲁斯（Joachim Bernier de la Brousse）创作（在他的《诗集》中）。
1646年，普瓦捷出版了一本普瓦图方言文本集，1660年再版的《Rolea divisy in beacot de peces ou l’Universeou Pictevinea, fut pre dialogue》。在这两个版本中，它都附在“La Gente Poitevinrie”上，并构成其续集。该系列书采用普瓦捷的普瓦图方言。
1661年或1662年，普瓦捷出现了“La Mizaille à Tauni”，这是一部由圣迈克桑莱科勒（德塞夫勒省）药剂师让·德鲁埃（Jean Drouhet）用圣迈克桑普瓦图方言（Poitevin Saint-Maixentais）创作的诗歌喜剧。他还用同一种语言写道：“Dialogue Poictevin de Michea, Pérot, Iouset, Huguenots, et Lucas, Catholique”和“La Moirie de Sen-Moixont”。他的两篇普瓦图方言文本发表在1660年版的《罗莱亚》中，但以普瓦捷普瓦图方言（Poitevin de Poitiers）而不是圣迈克桑普瓦图方言（Poitevin Saint Maixentais）出版。
1663年，在普瓦捷，苏当教区牧师让·巴比（Jean Babu）以圣迈克桑普瓦图方言出版了《Les déloirements d'in oncien des Huguenots de Chondené, apré la rouine do Préche》（指胡格诺派在当地被驱逐）。他还写了一本宗教争议集，题为《Églogues poitevines sur différentes matières de controverses pour l’utilité du vulgaire de Poitou》，1701年在他去世一年后在尼奥尔出版。
1665年，在丰特奈勒孔特（Fontenay le Comte）出版了《尼科尔部长》（“dialogue poitevin de Josué et Jaqcot, ou l’histoire au vray de ce qui arriva chez le ministre Du Sou et dans le temple des huguenots de Fontenay le premier jour de may 1665”），再次涉及当地胡格诺派的情况，由一位匿名作家以南部普瓦图方言（Poitevin du Sud）出版。
1691年，卢丹出版了《Les Amours de Colas》，这是一部由卢丹药剂师圣·朗创作的诗歌喜剧，用卢丹普瓦图方言写成。

### 18世纪，“圣诞”旺代语
1738年，丰特奈勒孔特出版了一本圣诞颂歌集，名为“Noëls très nouveaux dans tous les stiles pour tous les gouts. Par un pasteur à l'usage de sa paroisse”，由修道士弗朗索瓦·居斯托（François Gusteau）创作，他是丰特奈勒孔特本地人，杜瓦的牧师，用南旺代普瓦图方言写成，1742年进行了重版，到1756年再版。
1774年，在普瓦捷以佩罗·弗朗西永·皮奥里（Perrot Francillon Piorry）的笔名出版了《Entretien d’in breger avec s’en ami, sur différonts oubjets de la ville de Poitiers》。

### 19世纪，普瓦图方言表达文学的爆炸性发展
19世纪见证了普瓦图方言表达文学的爆炸性发展，认为详尽地呈现它是虚幻的。
雅克·帕利洛（Jacques Paliau）1772年出生于莱萨布勒多洛讷（Sables d'Olones），同一城市的公证人（1832年去世），用萨布勒普瓦图方言写了他的著名歌曲《尼尚》（Nichan）。
皮埃尔·克吕佐（Pierre Cluzeaux）出生于巴黎，与父亲一样，在南吕费克（夏朗德省）艾格尔附近的圣弗雷涅（Saint Fraigne）担任教师，然后在艾格尔担任公证员。1856年，他在普瓦图方言出版了他的第一本小册子：“Lés impressions de voyage de Jacques Pingot d’Aigre à Luxé”，随后出版了一段时间的续集《Voyage de Luxé à Angoulême》。他的语言融合了普瓦图方言（尤其是）和桑通日方言的影响，这一混合可能反映了当时的艾格尔方言，即吕费克的普瓦图影响和艾格尔南部的桑通日影响的结合；或者可能是因为作者将艾格尔（受桑通日方言影响的普瓦图方言）的说法与圣弗雷涅（位于艾格尔西北）的说法混为一谈，后者是典型的普瓦图方言。
19世纪最活跃的普瓦图方言表达写作中心是德塞夫勒省的梅卢瓦。首先是埃杜阿尔·拉屈韦（Édouard Lacuve，又名“雅克特”和“弗朗塞特”），他在普瓦图方言出版了他的寓言（1893年合并成一卷），并在他的报纸《梅洛瓦报》（Le Mellois）上为普瓦图方言政治专栏《弗朗塞特先生的政治》撰稿。从1876年10月到1877年7月，他出版了《Le Canard Potevin》，这是一本完全用普瓦图方言（和桑通日方言）出版的报纸。在同一运动中，我们发现了表达普瓦图方言的其他作者：奥古斯特·戈（Auguste Gaud），来自谢夫布托讷的鞋匠，来自尼奥尔的亨利·马丁（Henri Martin），以及来自梅勒的阿道夫·梅蒂维耶·雅尔迪尼耶（Adolphe Métivier Jardinier）。正如让-雅克·谢弗里耶所解释的：“他们三人都开始创作许多戏剧。奥古斯特·戈和他的两个朋友在普瓦图和巴黎组织了大量关于普瓦图-桑通日语文学和语言的晚间会议。在这三位作者中，出现了菲列布里什普瓦图方言，这一术语仅用于描述这三位作者活动的许多新闻文章或杂志中的定位。奥古斯特·戈将与他那个时代的其他菲列布里什派（语言文化复兴主义者）保持书信关系，尤其是弗里德里克·米斯特拉尔（Frédéric Mistral）、埃米尔·波维永（Émile Pouvillon）、弗朗索瓦·法比（François Fabie）、鲁埃格的勒布里泽（Le Brizeux du Rouergue）、莫里斯·罗利纳（Maurice Rollinat）等。
亚历克西斯·法夫罗（Alexis Favraud）于1843年出生于德塞夫勒省（Deux-Sèvres）的库蒂尔达尔让松（Couture-d'Argenson），在南梅卢瓦普瓦图方言（Poitevin du Sud Mellois）出版了几部作品，包括1884年出版的《Lé contes de la vieille Jeanette》。
阿尔方斯·法罗（Alphonse Farault，又名“弗朗塞特”）于1862年出生于德塞夫勒省（Deux-Sèvres）的武耶（Vouillé），在尼奥尔普瓦图方言出版了许多文本，包括1885年出版的《Histouère dos quate fails Aymein très noblles et très vaillonts, les meillours chevalaies de lou temp》。
朱尔·介朗，又名“朱勒·加兰”，1840年出生于旺代省的利勒代勒，1892年出版了他在普瓦图沼泽地区的普瓦图方言诗歌：“Trelans et Rigourdaines. Essais de poésie en patois Nellesais (Ile d'Elle, Vendée) dialecte Bas-Poitevin”。
勒内-玛丽·拉居夫（René-Marie Lacuve），又名“R.M.拉修贝先生”，1845年出生于德塞夫勒省的梅勒，以普瓦图方言出版了许多文本，特别是1893年出版的《La Gronde et Belle Histouère de la Meurlusine, Tote en bea lingage poitevin》。
让·巴普蒂斯特·梅塔耶，又名“谢菲亚”，来自夏朗德省西北部的隆迪尼，以笔名“让-巴普蒂斯特 1/2”用吕费克普瓦图方言（Poitevin du Ruffécois）撰写了以下小书：“Une rigolade, conte en patois poitevin-charentais des environs de Ruffec”，出版于1897年。

### 20世纪，对普瓦图方言表达文学的追求
在19世纪普瓦图方言表达文学的爆炸之后，这些作品在整个20世纪继续以稳定的速度进行，认为以详尽的方式呈现它是虚幻的。
1901年，著名的报纸《Le Subiet, Jhornau des bons bitons, Émolé châ dimanche, En biâ parlanjhe de la Saintonjhe, de l’Angoumois et de l’Aunî》在滨海夏朗德省的马塔出版。1908年，标题改为“Le Subiet des Chérentes et dau Pouétou”，在标题中显示了对普瓦图方言作者的开放，这从一开始就是现实。除了在两次世界大战期间，它一直延续到1959年，然后在1965年被SEFCO（中西部民族学和民俗学会）接管，汇集了表达桑通日方言（来自滨海夏朗德省、夏朗德省，但也来自北吉伦特省）和表达普瓦图方言（来自北夏朗德省、维埃纳省、德塞夫勒省、旺代省和雷地区）的作者。
阿尔芒·拉克鲁瓦（Armand Lacroix）来自德塞夫勒省的索姆特（Sompt），他用梅洛瓦普瓦图方言写了许多文本，包括1929年出版的《Pour la Terre, ou Suzon et Francet à Paris》。维埃纳省圣皮埃尔代克西德伊的欧仁·鲁吉耶（Eugène Rougier）在1931年出版的《Les Histoires de Jhaquet Male : contes en patois Civraisien》中用南锡夫赖普瓦图方言写作。阿尔贝·维尔纳夫（Albert Villeneuve，又名布兰·德伯罗特（Brin d'Beurjhotte），来自维埃纳省的鲁菲尼（Ruffigny），在20世纪30年代发表在《普瓦图到巴黎》（Le Poitou à Paris）杂志上的许多文章中都用普瓦图方言写作。欧仁·夏里耶，又名让·沙雷，1883年出生于旺代省的圣米歇尔蒙梅屈尔（Saint-Michel Mont Mercure），在20世纪30年代和50年代用布佩尔地区的普瓦图方言出版了许多文本（诗歌、散文、改编拉封丹寓言），特别是在《奥洛纳学会公报》上。安德雷·若利（André Jolly）来自德塞夫勒省的派宰勒托尔，在20世纪40年代和50年代，他用梅洛瓦普瓦图方言撰写了大量文章，发表在《Subiet》和《德塞夫勒杂志》上。亨利·达泽勒（Henri Dazelle）来自德塞夫勒省的桑塞附近，他用东南尼奥尔普瓦图方言创作了几部戏剧，包括1947年出版的《La Mairasse》。德朗德（来自布托讷河畔布里尤的加斯顿·德朗德）用梅洛瓦普瓦图方言撰写了许多文本，这些文本出现在《德塞夫勒之友》中。
埃洛伊·吉特尼于1891年出生于雷地区（南大西洋卢瓦尔省）的圣伊莱尔德沙莱翁（Saint Hilaire de Chaléons），后来（20世纪70年代）在当地媒体和《苏比特报》（Subiet）上用雷地区普瓦图方言撰写文本，并于1991年出版了一卷。
伊夫·拉博（Yves Rabault）于1910年出生于德塞夫勒省的马里尼（Marigny），被称为“普瓦图吟游诗人”，在本世纪中叶，他在电台和舞台上到图尔（Tours）、拉罗谢尔（La Rochelle）、南特（Nantes）和利摩日（Limoges）等地表现他的尼奥尔普瓦图方言文本。他在著名的歌曲《Quand tu m'fais d'la sauce aux lumas》中留下了不可磨灭的记忆，不仅在普瓦图和欧尼斯（当地用“luma”称呼蜗牛），而且在夏朗德省的其他地方，他们说“cagouille”，而不是“luma”。他的文本选集出现在1982年。
拉乌尔·库坦（Raoul Coutin），又名“Tinra l'Coup”，1910年出生于奥尔奈德桑通日（Aulnay de Saintonge）（北滨海夏朗德省的前普瓦图方言小镇），1978年在《Le Subiet》上用奥尔奈普瓦图方言写了一篇文章。
马里于斯 ·加奈尔，又名佩佩·马里于斯，出生于1918年，来自北夏朗德省的拉马格德莱娜，后来（在20世纪80年代）用吕费克普瓦图方言撰写了许多文本，这些文本出现在《吕费克的未来》中，并于1987年合并成一卷：《在时间流逝之前……普瓦图方言故事》。
卢西安·拉西努（Lucien Racinoux）出生于1920年，来自维埃纳省的伊韦尔赛（Yversay），他用讷维尔德普瓦图周围的普瓦图方言撰写了大量文本，发表在地区周刊《Le Picton》上，并于1981年合并为一卷：“En Haut Poitou dou coûté d'Nuville”。同一领域的另一位作家朱尔·福蒂内（Jules Fortuné，又名马索涅的朱尔神父，1911年出生于维埃纳省的马索涅）在米尔博附近的普瓦图方言创作了抗议诗，其中一些被收录在1997年出版的一本书中。
1921年出生于旺代省艾泽奈的阿尔塞纳·加尼耶（Arsène Garnier）用艾泽奈地区普瓦图方言写了许多文本，于20世纪70年代发表在《苏比特》杂志上，并于1980年出版了一本书《La Fontaine à La Sauce Vendée》，其中包含120个寓言。
尤利西斯·迪布瓦（Ulysse Dubois）出生于1925年，来自德塞夫勒省的塞夫雷，在SEFCO的《Le Subiet》杂志上发表了许多梅勒地区普瓦图方言文本，之后出版了他的梅勒地区普瓦图方言文集：A l'inbre dou tilell（1983年），该集有有声版本，并多次再版。在同一时期，在SEFCO的同一运动中，例如，在维埃纳省鲁耶有吉尔贝·塔诺（“En dévirant per l'etourlère”，1989年），在德塞夫勒省尚德尼耶有苏珊·邦当的（“Au pays de la moujhasse”，1998年），在德塞夫勒省蒂尤有罗贝尔·博的（“La grousse ouvraghe”，1994年）。
安德烈·帕舍尔（André Pacher）1932年出生于德塞夫勒省的博赛（Beaussais），是UPCP（普瓦图-夏朗德-旺代大众文化联盟）的创始人之一，在那里他出版了几部梅勒地区普瓦图方言作品，包括1997年的戏剧《La grande Banissére : Vilajhe A Vendre》（改编自让-克劳德·斯康）。与此同时，在梅勒地区UPCP的同一运动中，还有另一位梅勒地区普瓦图方言作者马利沃讷·巴里约（例如，“Contes et récits du Pays Mellois”，1994年）。
让-弗朗索瓦·米戈（Jean-François Migaud）1937年出生于北夏朗德省的普勒维尔（Pleuville），他在《普勒维尔的故事》（Le parler de Pleuville）中写了许多文章，这是一种与奥克语有接触的南部普瓦图方言，发表在《苏比特》上，其中一部分将于1996年出版一本名为《拉封丹寓言》（Fables à la manière de La Fontaine）。
米歇尔·戈蒂埃（Michel Gautier）于1942年出生于永河畔拉罗什，他的文本（通常是诗歌）使用旺代普瓦图方言在Subiet出版，之后被分为两卷：1974年出版的《Mordienne》和1979年出版的《La Pibole》。1978年，他成立了促进普瓦图方言的“Arantèle”协会，该协会将逐渐出版普瓦图方言的旺代省作家的诗歌（亚尼克·若兰和克里斯蒂安娜·芒丹:《D'épave》，1980年；贝尔纳黛特·比道和维亚内·
皮韦托:《Érindes》，1982年；亚尼克·若兰:《D'epave》，1983年；克里斯蒂安娜·芒丹:《D'epave en tcho mitan》，1985年；吉勒·佩罗多:《O Péyis dos Rouchines》，1987年），然后是普瓦图方言表达的其他作者，德塞夫勒省（帕特里斯·德普拉:《Sellans》，1982年；诺艾尔·西莫梅:《Dos Jhens in Minde》，1988年；达尼埃尔·博诺:《Jhituns》，1994年）和维埃纳省（埃里克·诺瓦克，《A Ras》，1993年）。这使得米歇尔·戈蒂埃成为了旺代方言学派的创始人，该学派更广泛地说是普瓦图方言学派。在同一运动中，在诗歌文本中，我们同时发现了另外两位表达旺代普瓦图方言的作者：克里斯蒂安·特罗耶和让·洛伊克·勒凯莱克。
在让赛的“La Marchoise”文化中心（隶属于UPCP）周围，在20世纪80年代和90年代出现了许多关于区域语言的活动，其中出现了一些普瓦图方言表达的作者，包括让-雅克·谢弗里耶（歌曲、文章）、皮埃尔·谢弗里耶（歌曲、戏剧、漫画：“Ol'est thielle angoisse dau troisième millénaire!...”，1996年出版）和让-路易·孔帕尼翁（歌曲）。

### 21世纪，普瓦图表达文学继续存活
当代普瓦图方言表达的现代作家包括：
- 德塞夫勒省:保罗·巴伊、马利沃讷·巴里约、达尼埃尔·博诺、吉内特·布法尔、吉纳维芙·夏尔洛、尤利西斯·迪布瓦、菲利普·迪福尔、莉莉安娜·雅格诺、克里斯蒂安·帕舍尔、迪迪埃·帕约、克劳德·里布约、雷蒙·塞尔旺、菲利普·苏谢；

- 旺代省：斯特凡纳·布多、米歇尔·卡迪诺、克莱特·德维诺、米歇尔·戈蒂埃、米歇尔·冈德梅、帕特里斯·埃里塞、让-克劳德·吕梅、塞尔日·马雷、克劳德·梅西耶；

- 维埃纳省：贝尔纳黛特·布蒂、米歇尔·肖蒙、让-雅克·谢弗里耶、玛丽-埃莱娜·库佩、安妮·玛丽·戈蒂埃、阿兰·戈特龙、罗贝尔·格朗塞涅、热拉尔·米诺、尼古拉·马丁·米纳雷、埃里克·诺瓦克、弗雷德里克·塞斯谢博夫；

- 夏朗德省西北部（吕费克和孔福朗的边缘）：安德雷·达维德、亨利·让德罗、让·弗朗索瓦-米戈、米歇尔·雷诺；

- 滨海夏朗德省北部（雷地区、欧尼斯和卢莱-欧奈）：帕斯卡·泰博。

## 发音
在本页的各个段落中，发音以方括号中的国际音标字母表表示。
与语法规则相反，发音因村庄而异，词汇也不同，与奥克语明显不同。
部分音素在法语中不存在：

### 辅音
在下普瓦图（旺代省和德塞夫勒省西北部），“j”（和“g”在“e”或“i”之前）发音为[ʔ]，这是一种非常强烈呼气的短h，即声门塞音，拼写为“jh”。它在欧洲语言中很罕见，也存在于桑通日方言和一些奥弗涅方言中。这种声音存在于阿拉伯语、塔希提语和一些英语变体中。
一些单词开头的“h”例如上普瓦图的Haut-Poitou，但在下普瓦图保持[h]：为了表示“haut”，SEFCO根据不同的口语写“jhaut”或“haut”，而UPCP直接写“haut”。这个音素以弱化形式[ˀ][在辅音之后随机使用，但系统地在“ch”之后使用；类似丹麦语stød中（独立）发现的现象，这从未出现在拼写中。
在同一个区域，可以发现拼写为“çh”的声音，通常写为“thi”，在语音学[çjˀ]中接近德语中“ich”的柔和“ch”；例如，çhau的意思是“这个（ce）”。“çh”在UPCP（发浊硬腭擦音）写为“gh”，它演变为“y”[j]，或者可能保留为旧形式“gu”[g]或“gui”[gj]；在下普瓦图地区中，发音“dj”[dʒ]占主导地位。
辅音后的“l”发音为“y”[j]，但一些口语保留了“硬颚边音”[ʎ]，拼写为“ll”。例如，标准拼写中的“pllace（place）”通常由不遵循定义拼写的人编写为“piace”。

### 元音
“o”发音为[ɞ]，这是一种不同于开放式o[ɔ]的发音，它更接近法语中“le”和“je”等词中听到的发音[ə]。在下普瓦图方言中，双元音比比皆是：“pied（脚）”在上普瓦图方言中被称为pé，与法国西北部的大多数奥依语一样，但在旺代省有paï, péï, pèï三种变体，普瓦捷以西则读成pi。在老普瓦图方言中，“-ea”是法语后缀“-eau”的等效形式，它以多种方式演变：bea（beau）在旺代省以béä或bèä形式在当地保存，biâ形式在普瓦图最为普遍，但也有biau、bé、bâ、buâ；在雷地区的中心，béo的周边有biau和biâ变体。元音组“au”（UPCP拼写的àu）在普瓦图发音与发音相同，并且总是取代单词末尾的“al”（cheval>chevau），则在加蒂讷南部、梅勒地区北部、尼奥尔东部和圣迈克桑为开放式的[ɑ]，因为它是双元音['aʊ]的缩减，在下普瓦图和普瓦图中部以ao['ao]的形式保存完好，变体为aou['au]]，在旺代海岸和约岛，“au”演变为oou['ou]。

## 语法

### 代词

#### 指定代词
与法语一样(le, la, les, l')

#### 不定代词
阳性=in[œ̃]：法语的un。在元音前发音为“ine”[in]。梅勒和西夫雷地区在元音前的变体：un'/ùn/[yn]。布雷叙尔在辅音前的变体：in'/in/[in]。
阴性=ine[in]: 法语的une。梅勒和西夫雷地区的变体：une/ùne/[yn]，这是一种存古主义或借用法语。

#### 与de搭配
Dau[do̝]:法语的du。旺代海岸和普瓦图东北边缘的变体为dou[du]。
Daus[do̝]或[do̝z]（元音前）：法语的des。

### 比较级
Mais... que /mae... que / [me̝ kə] : 法语的plus

### 最高级
与法语一样，比较的形式在指定代词之前。

### 指示形容词
- Çhau[çjˀo̝]：法语：ce。变体：çhou、quou、quau，罕见的queu。
- Çhaul[çjˀo̝l]：法语：cet。变体：çhoul、qoul、quaul。
- Çhèle/[çjˀɛl]：法语：cette。变体：çhète，çhale，quéle，quête……
- Çhés[çjˀe̝]：法语：ces。变体：çhélés，quélés，qualés……

### 复数
形容词和名词采用复数形式的“s”，不发音，如同法语。
没有不规则复数：在u[in y:]对应“un œuf”；daus us[doz y:]对应“des œufs”；in eull[in œ：j]对应“un œil”；daus eulls[doz œ：j]对应“des yeux”；le chevau [lɘ ʃˀvo:]对应“le cheval”等。
不过，在普瓦图的北部和西北部边缘，单数末尾发音的t在复数中变为无声：le pot[lɘpɞ：t]，les pots[lɛpɞ：]。
Le Monde（本意是世界）有一个集体意义，意思是“人们”(les gens)，并与复数动词一致：le monde disant意思就是“人们说”（les gens disent）。

### 动词变位
在普瓦图方言语法中，je（我）经常被y取代（我看到一只鸟飞过，写成Y ai vu passer un oiseau），这可能会让不习惯普瓦图方言的人感到困惑，他们会把y与“il”（他）混淆。
事实上，与其他奥依语方言一样，第一人称主语代词单数和复数是相同的，但具有普瓦图的特殊性，即辅音前发音i[i]，元音前发音y[j]，单数和复数之间的区别在于动词结尾。在第三人称中，当普瓦图方言阳性代词与定义的冠词同音时，辅音前的“le”[lə]和元音前的“l”[l]，不会造成混淆。唯一在第一人称中使用代词“je/j”和第三人称中使用“i/il（s）”的普瓦图方言是在维埃纳省东北部和德塞夫勒省最北部使用的。第三人称的阴性代词elle（s）在辅音前用a，在元音前用al；中性代词在辅音前是“o”和在元音前是“ol，在普瓦图北部局部地区使用变体ou/oul。
所有第三人称复数动词结尾都是-ant，主要发音为an[ɔ̃]，局部变体为on[ɔ̃]。第一人称复数词尾UPCP拼写为ons；它发音为[ɔ̃]，局部变体为an[ɔ̃]或in[œ̃]。
例如，来自第一组的规则动词douner/dounàe/（donner）的变位：

#### 直陈式现在时
- I doune（I Dun）：Je donne（我给）
- Tu dounes [ty dun] : Tu donnes（你给）
- Le doune [lə dun] : Il donne（他给） ; A doune [a dun] : Elle donne（她给） ; O doune [ɞ dun] : Ça donne, il donne（它给）
- I dounons /i dounun/ [i dunɔ̃] : Nous donnons ; (Que) nous donnions（我们给）
- Vous dounez /ve dounéz/ [vu dune̝, və dune̝] : Vous donnez ; (Que) vous donniez（你们给/您给）
- Le dounant [lə dunɑ̃] : Ils donnent, A dounant [a dunɑ̃] : Elles donnent（他们给）

#### 未完成时
- I dounais /i dounàe/ [i dune̝] : Je donnais
- Tu dounais / tu dounàes/ [ty dune̝] : Tu donnais
- Le dounait /le dounét/ [lə dune̝] : Il donnait
- I dounions /i douniun/ [i dunjɔ̃] : Nous donnons
- Vous douniez /ve douniéz/ [vu dunje̝, və dunje̝] : Vous donnez
- Le douniant [lə dunjɑ̃] : Ils donnaient

#### 简单过去时
- I dounis /i douni/ [i duni] : Je donnai
- Tu dounis [ty duni̝] : Tu donnas
- Le dounit /le dounét/ [lə duni̝] : Il donna
- I dounirions /i dounirun/ [i duniʁ(j)ɔ̃] : Nous donnâmes
- Vous douniriez /ve douniréz/ [vu duniʁje̝, və duniʁe̝] : Vous donnâtes
- Le douniriant /le dounirant/ [lə duniʁ(j)ɑ̃] : Ils donnèrent

#### 简单未来时
- I dounerai /i dounerae/ [i dunʁe̝] : Je donnerai
- Tu douneras [ty dunʁa] : Tu donneras
- Le dounerat [lə dunʁa] : Il donnera
- I dounerons /i dounerun/ [i dunʁɔ̃] : Nous donnerons
- Vous dounerez /ve douneréz/ [vu dunʁe̝, və dunʁe̝] : Vous donnerez
- Le dounerant [lə dunʁɑ̃] : Ils donneront

#### 复合过去时
- I ai douné /i ae dounai/ [je̝ dune̝] : Je'ai donné
- T'as douné / t'as dounai/ [ta dune̝] : Tu as donné
- L'at douné /l'at dounai/ [la dune̝] : Il a donné
- I avons douné /i avun dounai/ [javɔ̃ dune̝] : Nous avons donné
- Vous avez douné /vez avéz dounai/ [vuz ave̝ dune̝, vz ave̝ dune̝] : Vous avez donné
- L'avant douné /l'avant dounai/ [lavɑ̃ dunẽ̝] : Ils ont donné

#### 虚拟未完成时
- I dounisse [i dunis̝] : Je donnasse
- Tu dounisses [ty dunis] : Tu donnasses
- Le dounisse [lə dunis] : Il donnât
- I dounissions /i dounissiun/ [i dunisjɔ̃] : Nous donnassions
- Vous dounissiez /ve dounissiéz/ [vu dunisje̝, və dunisje̝] : Vous donnassiez
- Le dounissiant [lə dunisjɑ̃] : Ils donnassent

#### 条件式现在时
- I dounerais /i douneràe/ [i dunʁe̝] : Je donnerais (锡夫赖、吕费克和欧奈地区变体 :I douneriais /i douneriàe/ [i dunəʁje̝])
- Tu dounerais / tu douneràes/ [ty dunʁe̝] : Tu donnerais (锡夫赖、吕费克和欧奈地区变体  :Tu douneriais /tu douneriàes/ [tu dunəʁje̝])
- Le dounerait /le dounerét/ [lə dunʁe̝] : Il donnerait
- I dounerions /i douneriun/ [i dunəʁjɔ̃] : Nous donnerions
- Vous douneriez /ve douneriéz/ [vu dunəʁje̝, və dunəʁje̝] : Vous donneriez
- Le douneriant [lə dunəʁjɑ̃] : Ils donneraient

#### 命令式
- Doune, doune don ! /Doune, doune don !/ [dun, dun dɔ̃] : Donne !
- Dounons ! /dounun !/ [i dunɔ̃] : Donnons !
- Dounez, dounez don ! /dounéz !/ [dune̝, dune̝ dɔ̃] : Donnez !

#### 现在分词
Dounant [dunɑ̝̃] : Donnant

## 词汇与表达
- À la nau, les jours avançant d'un pas de jhau. （在圣诞节，日子向前迈了一步）
- Un cop de vin bllanc, o rajheunezit de vint ans. （一杯白葡萄酒可以让你恢复20年的活力。）
- Le manche me vire.	 （手柄转向我。）
- A simbe coume une vache a cinc viâs. （她拒绝吃，像一头有5头小牛的牛一样禁食。）
- T'en vaus poués ? Tais, gate zou ! （你不想要吗？等等，把他打倒！）
- Vat-o ? （怎么样？）
- L'ouche à Musâ  （米萨尔公墓）
- O n'a poués de si chéti fagot qui ne trouve poués sa riorte. （每个人都可以在自己的脚上找到鞋子，没有足够糟糕的捆绑，我们找不到他的索链。）

## 争议
2007年3月，一场关于桑通日方言与普瓦图方言和普瓦图-桑通日语的个性化的争论成为头条新闻。桑通日的身份保护集体向法语和法国语言总代表团（文化和传播部）提出了这方面的请求。
2007年2月27日，法语和法国语言总代表团总干事格扎维埃·诺特（Xavier North）的答复如下：“因此，我认为批准你的承认请求是合法的[……]。因此，桑通日方言将与普瓦图方言和其他奥依语一起出现在DGLFLF使用的法国语言列表中。”
奥依语捍卫和推广（包括普瓦图-桑通日语在内的国家语言联合会）主席对法语和法国语言总代表团的答复表示惊讶。这是诺尔特在2007年4月26日给出的答案：“当然，我的决定只适用于我的服务发布的语言列表（顺便说一句，它没有法律价值）：在语言中，逗号代替连字符。[……]不言而喻，“普瓦图-桑通日语”这个名字在任何地方都保持着其合法性：我们知道，一种语言的活力是无法确定的，它的名字与它所表达的精神作品相比并不重要。”
为了更好地了解DGLFLF的立场，请访问其网站并查阅题为“法国语言学习方法”的文件。在题为“奥依语”的一章中，括号中的“s”已经是命名这些语言困难的第一个象征，我们依次找到以下章节：1/香槟语、2/加洛语、3/莫尔旺语、4/诺曼语、5/皮卡第语、6/普瓦图-桑通日语。我们已经看到，“普瓦图-桑通日语”与诺曼语或皮卡第语处于同一水平。以下是对“普瓦图-桑通日语”情况的分析：“奥依语（单数）涵盖了一个重要区域，并细分为几个相互理解的方言。它涉及许多发言者。它也被划分为几个行政区，卢瓦尔河地区（旺代省）、普瓦图-夏朗德地区和阿基坦地区（吉伦特省北部）。
对一些人来说，只有一种普瓦图方言，今天被错误地称为“普瓦图-桑通日语”（或普瓦图-桑通日方言），其中有几个小的地方细微差别，特别是桑通日方言。对其他人来说，桑通日方言和普瓦图方言是两种不同地区的语言，每种语言都产生了文学作品，并且具有非常显著的差异，影响了相互理解。最后，对于其他人来说，桑通日方言和普瓦图方言是密切相关的语言，在卢瓦尔河和吉伦特河之间的一组语言中结合在一起，一些人称之为普瓦图-桑通日语或普瓦图-桑通日方言。
对于支持承认桑通日方言为法国语言的桑通日方言使用者（在捍卫桑通日身份集体及其Xaintonge杂志中分组）他们认为普瓦图-桑通日语是普瓦图方言学者为创建普瓦图-夏朗德地区而发明的。对他们来说，普瓦图-桑通日语一词是在20世纪70年代由夏朗德人和普瓦图人创造的，他们渴望给普瓦图方言带来新的动力（但现在我们知道这个词早在1905年就出现了）。新术语“普瓦图-桑通日语”将是联盟的术语。一种桑通日人和普瓦图人都不认识的语言。根据他们的说法，除了字典和语法之外，这个习语中没有文学作品。
2007年至2009年底，普瓦图-桑通日语不再出现在文化部法语和法国语言总代表团（DGLF）网站上的法国语言列表中。值得注意的是，2009年DGLFLF的最新出版物仍然使用普瓦图-桑通日语的名称。
然而，2010年初，在文化部下属的法语和法国语言总代表团（DGLFL）的网站上，普瓦图-桑通日语再次出现在法国语言列表中，语言为：普瓦图-桑通日语[其两个变体：普瓦图方言和桑通日方言]。
2014年，文化部长奥雷莉·菲利佩蒂（Aurélie Filippetti）表示：“对于从卢瓦尔河到吉伦特河的地区的语言，文化和传播部几年前召集了一个语言学家委员会，他们认为普瓦图方言和桑通日方言不能作为两种独立的语言呈现，而不涉及更高的统一性。因此，他们提出了一个被认为最合适的名称：“普瓦图-桑通日语（含两个分支，普瓦图方言和桑通日方言）”。该公式标志着该领域与其他语言的一致性，以及两个组成部分各自的特殊性。”